# Élections législatives azerbaïdjanaises de 2024
Les élections législatives azerbaïdjanaises de 2024 ont lieu de manière anticipée le 1er septembre 2024 afin de renouveler les 125 membres de Assemblée nationale de l'Azerbaïdjan.
Le scrutin intervient dans le contexte d'un régime autoritaire mené par le président Ilham Aliyev et son Parti du nouvel Azerbaïdjan (YAP). Le régime bénéficie d'une popularité renforcée par la victoire du pays sur l'Arménie lors de la guerre de 2023 au Haut-Karabagh.
Le YAP remporte sans surprise les élections en l'absence de réelle compétition libre et démocratique.

## Contexte

### Régime autoritaire

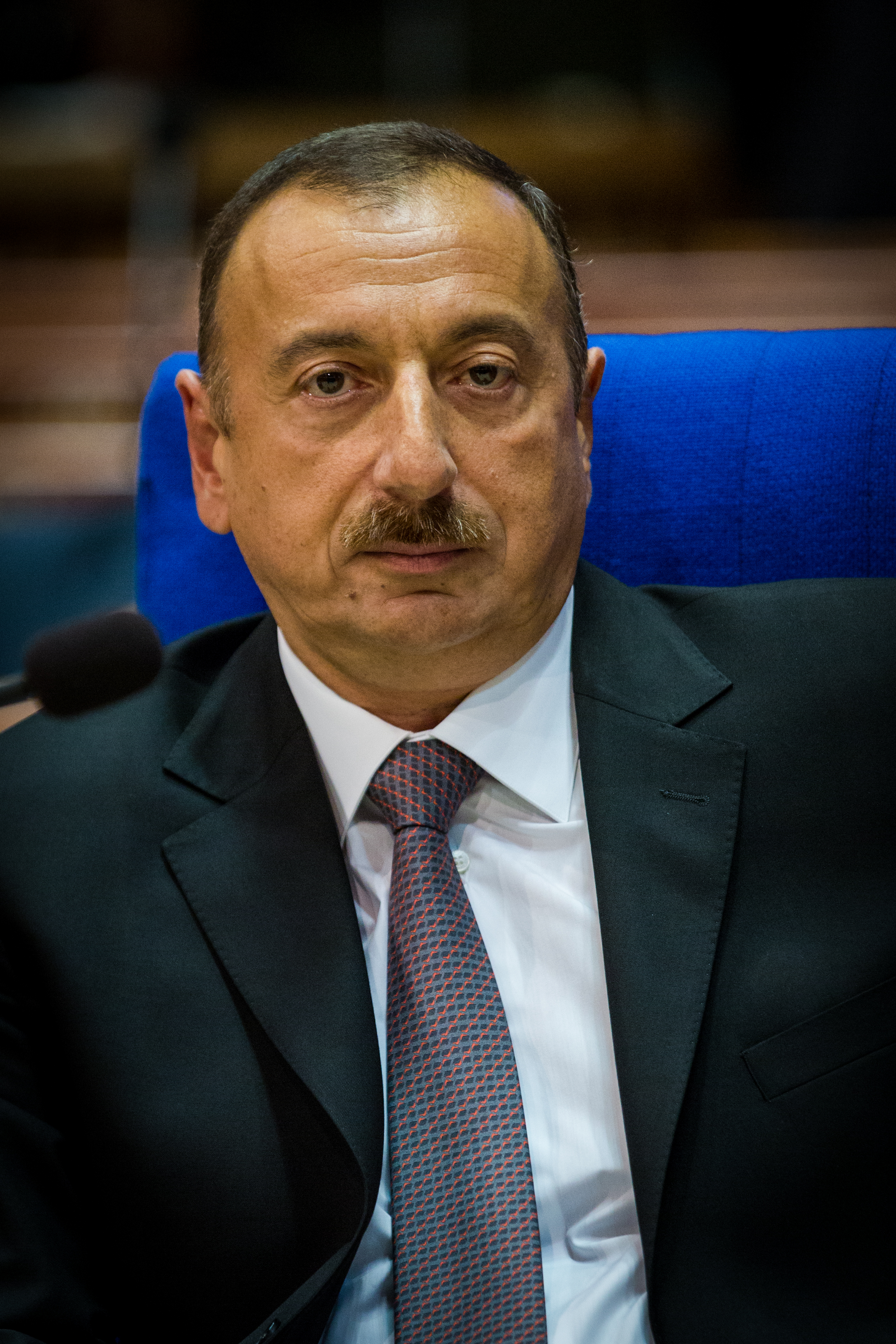
Ilham Aliyev.

Les élections ont lieu sous la présidence d'Ilham Aliyev, au pouvoir depuis 2003, année à laquelle il prend la succession de son père Heydar Aliyev. Le Parti du nouvel Azerbaïdjan (YAP) qu'ils dirigent successivement est au pouvoir depuis 1993, peu après l'indépendance. Élu cette même année puis réélu en 2008, 2013 et 2018, Aliyev est à la tête d'un régime autoritaire,,, parfois qualifié de dictatorial,,. L'opposition dénonce de longue date l'emprisonnement des personnes critiques envers le pouvoir, y compris des journalistes, des membres de la société civile et des avocats des droits de l'homme. Ilham Aliyev est réélu pour un quatrième mandat en avril 2018 avec 86,02 % des voix au cours d'un scrutin boycotté par l'opposition, et qualifié par l'Organisation pour la sécurité et la coopération en Europe (OSCE) de non démocratique, celui ci ayant été entaché de très sérieuses irrégularités, y compris des cas de bourrages d'urnes.
Plusieurs mois plus tard, en décembre 2019, le parti au pouvoir décide de convoquer des élections anticipées, arquant que la composition actuelle de l'Assemblée n'est pas en accord avec la politique mise en œuvre par le chef de l’État. Les élections législatives de 2020 voient le Parti du nouvel Azerbaïdjan au pouvoir conserver sans surprise sa majorité absolue des sièges, ceux restants revenant à des élus indépendants et à une poignée de petits partis.

### Victoire sur l'Arménie
Bénéficiant du soutien du voisin turc, Ilham Aliyev déclenche en 2020 une guerre de 44 jours contre l'Arménie qui se solde par une large victoire de l'Azerbaïdjan, qui récupère ainsi partiellement le Haut-Karabagh, objet d'un sentiment de revanche depuis sa perte lors de la précédente guerre achevée en 1994. Un second conflit en 2023 voit l’Azerbaïdjan recouvrer l'intégralité du territoire. Fort de sa victoire qui lui vaut un taux de popularité de 75 %, Aliyev annonce en décembre la tenue anticipée de l'élection présidentielle, initialement prévue pour avril 2025.
L'embellie intérieure dont bénéficie le président azeri se conjugue à une situation favorable à l'international. L'invasion de l'Ukraine par la Russie en février 2022 amène en effet l'Union européenne (UE) à imposer de lourdes sanctions commerciales envers la Russie, qui en était jusqu'alors le principal fournisseur de gaz naturel. La fin des importations de gaz russe s'opère au bénéfice de l’Azerbaïdjan, qui conclut plusieurs importants contrats pour vendre son propre gaz issu de l'exploitation du bassin de la mer Caspienne. Cette situation nouvelle de dépendance de l'Europe envers un pays ouvertement qualifié de dictature est critiquée, car elle aurait amenée l'UE à se montrer conciliante envers le traitement de la population arménienne au Haut-Karabakh, comparée à un nettoyage ethnique, ainsi qu'envers la situation démocratique du pays. Aliyev chercherait ainsi à obtenir un nouveau mandat de sept ans dans un contexte favorable à l'international, avant qu'une éventuelle fin de la guerre en Ukraine ne le modifie,,,.
Avec pour seuls adversaires des personnalités l'ayant soutenu par le passé afin de donner l'illusion du multipartisme, Ilham Aliyev est réélu avec 92 % des voix au premier tour de l'élection présidentielle de janvier 2024. Certain d'entre eux étaient même allé jusqu'à faire ses éloges au cours de la campagne, en soulignant qu'il a « tenu toutes ses promesses »,,. Il vote lui même dans un bureau de vote de Khankendi, connu comme capitale du Haut-Karabagh sous le nom arménien de Stepanakert, afin de mettre en avant la « nouvelle ère » ouverte par la reconquête du territoire séparatiste après trois décennies de conflit armé,. L'annonce de sa victoire est aussitôt suivie de manifestations de soutiens dans les principales villes du pays dont Gandja et la capitale Bakou.
Courant juin, le Parti du nouvel Azerbaïdjan appelle à une tenue anticipée des législatives initialement prévues en novembre en raison des nombreux évènements prévus dans le pays vers cette date, dont notamment la conférence des Nations unies sur le climat (COP 29). Ilham Aliyev dissout l'Assemblée nationale le 28 juin 2024 et fixe les élections législatives au 1er septembre. La Cour constitutionnelle approuve sa décision le 27 juin. L'opposition critique cette décision en la qualifiant d'outil visant à falsifier les résultats des élections.

## Système électoral
L'Assemblée nationale est un parlement unicaméral composé de 125 sièges pourvus tous les cinq ans au scrutin uninominal majoritaire à un tour dans autant de circonscriptions.
Pour être éligibles, les candidats doivent posséder la citoyenneté azérie et aucune autre, résider de manière permanente en Azerbaïdjan, disposer du droit de vote, être âgé d'au moins vingt-cinq ans et ne pas avoir de casier judiciaire.

## Forces en présence
| Parti | Parti                                                        | Idéologie                                        | Chef de file | Résultats en 2020           |
| ----- | ------------------------------------------------------------ | ------------------------------------------------ | ------------ | --------------------------- |
|       | Parti du nouvel Azerbaïdjan Yeni Azərbaycan Partiyası, (YAP) | Attrape-tout Étatisme, sécularisme, nationalisme | Ilham Aliyev | 41,84 % des voix 70 députés |

## Résultats
|                           | Parti du nouvel Azerbaïdjan                       |           |     |    | 68  | 2             |  |  |  |  |  |  |  |  |
|                           | Müsavat                                           |           |     |    | 0   | en stagnation |  |  |  |  |  |  |  |  |
|                           | Parti de la solidarité civique                    |           |     |    | 3   | en stagnation |  |  |  |  |  |  |  |  |
|                           | Parti de la patrie                                |           |     |    | 1   | en stagnation |  |  |  |  |  |  |  |  |
|                           | Parti de la justice, du droit et de la démocratie |           |     |    | 2   | 1             |  |  |  |  |  |  |  |  |
|                           | Grand parti de l'ordre                            |           |     |    | 1   | en stagnation |  |  |  |  |  |  |  |  |
|                           | Parti pour les réformes démocratiques             |           |     |    | 1   | en stagnation |  |  |  |  |  |  |  |  |
|                           | Parti de l'unité                                  |           |     |    | 0   | 1             |  |  |  |  |  |  |  |  |
|                           | Parti démocratique des lumières                   |           |     |    | 1   | en stagnation |  |  |  |  |  |  |  |  |
|                           | Parti pour l'indépendance nationale               |           |     |    | 1   | 1             |  |  |  |  |  |  |  |  |
|                           | Parti du Grand Azerbaïdjan                        |           |     |    | 1   | 1             |  |  |  |  |  |  |  |  |
|                           | Parti du Front national                           |           |     | Nv | 1   | 1             |  |  |  |  |  |  |  |  |
|                           | Parti de l'alternative républicaine               |           |     | Nv | 1   | 1             |  |  |  |  |  |  |  |  |
|                           | Autres partis                                     |           |     | –  | 0   | en stagnation |  |  |  |  |  |  |  |  |
|                           | Indépendant                                       |           |     |    | 44  | 4             |  |  |  |  |  |  |  |  |
|                           |                                                   |           |     |    |     |               |  |  |  |  |  |  |  |  |
| Suffrages exprimés        |                                                   |           |     |    |     |               |  |  |  |  |  |  |  |  |
| Votes blancs et invalides |                                                   |           |     |    |     |               |  |  |  |  |  |  |  |  |
| Total                     | Total                                             | 2 395 510 | 100 | –  | 125 | en stagnation |  |  |  |  |  |  |  |  |
| Abstentions               |                                                   |           |     |    |     |               |  |  |  |  |  |  |  |  |
| Inscrits / participation  | Inscrits / participation                          | 6 433 184 |     |    |     |               |  |  |  |  |  |  |  |  |

## Analyse
Comme attendu, le scrutin est une large victoire pour le Parti du nouvel Azerbaïdjan (YAP) qui remporte 68 sièges sur 125 et conserve ainsi la majorité absolue. La quasi totalité des sièges restants sont obtenus par des candidats indépendants, et le reste par une poignée de petit partis,,.
Organisées dans un contexte de répression accrue de l'opposition, avec l’arrestation et la détention arbitraire de plusieurs journalistes et opposants dans les semaines précédant le vote, les législatives sont qualifiées par les observateurs internationaux de l'OSCE de « dénuées de réelle compétition » et de « respect des libertés fondamentales », bien qu'« organisées efficacement »,.